# مجلس العملة لغرب أفريقيا
مجلس عملة غرب أفريقيا بنك إصدار مقره لندن، مُكلَّفًا بإصدار الجنيه البريطاني لغرب أفريقيا بما يُعادل الجنيه الإسترليني، عملة غرب أفريقيا البريطانية. وهكذا، عمل المجلس بمثابة البنك المركزي للمستعمرات البريطانية في غامبيا وسيراليون وساحل الذهب ونيجيريا منذ إنشائه عام ١٩١٢ وحتى اعتماد الدول المستقلة حديثًا عملاتها الخاصة. وهكذا، خلفه بنك غانا عام ١٩٥٨، والبنك المركزي النيجيري عام ١٩٥٩، وبنك سيراليون عام ١٩٦٤، ومجلس عملة غامبيا عام ١٩٦٥.

## ملخص
كان إنشاء مجلس العملة لغرب إفريقيا نتيجة متأخرة لاعتماد معيار الذهب على نطاق واسع في أواخر القرن التاسع عشر والتعديلات المقابلة في أسواق المعادن الثمينة، مما أثار مخاوف جديدة بشأن الاستقرار النقدي. كانت السلطات البريطانية قلقة بشأن الإعادة المفاجئة المحتملة للعملات المعدنية من مستعمرات غرب إفريقيا، والتي استوعبت من عام 1901 إلى عام 1910 عددًا من العملات المعدنية يقارب ما تُداوله في بريطانيا نفسها.:168فضلت وزارة الخزانة البريطانية إنشاء عملة منفصلة على البديل المتمثل في تقاسم عائدات إصدار العملة المكتسبة في المستعمرات، وهو ما دعا إليه حكام المستعمرات في لاجوس والساحل الذهبي.:177 : 177 
تأسس مجلس العملة في لندن، وبدأ عملياته عام ١٩١٣. واحتفظ باحتياطي من الجنيه الإسترليني البريطاني لتغطية كامل إصداراته من العملات المعدنية والأوراق النقدية. وكان أول مجلس عملة من هذا النوع يخدم المستعمرات البريطانية، واستُخدم نموذجًا لمجالس العملة اللاحقة، بما في ذلك مجلس عملة شرق أفريقيا، ومجلس عملة روديسيا الجنوبية، ومجالس العملة في ليبيا وأرض الصومال بعد الحرب العالمية الثانية. :59وقد وزعت أرباحها على حكومات المستعمرات الأربع: من عام 1912 إلى عام 1950 بلغت هذه الأرباح 8.7 مليون جنيه إسترليني، تلقت نيجيريا منها 4.5 مليون جنيه إسترليني (52%)، وساحل الذهب 3.3 مليون جنيه إسترليني (38%)، وسيراليون 0.7 مليون جنيه إسترليني (8%)، وغامبيا 0.2 مليون جنيه إسترليني (2%). : 60 

## الحل
اعتمدت غانا الجنيه الغاني ونيجيريا الجنيه النيجيري، وكلاهما في عام 1958، ثم قدمت سيراليون الليون في عام 1964، وأخيرًا قدمت غامبيا الجنيه الغامبي في عام 1965. وحُل مجلس العملة لغرب إفريقيا في عام 1965. وسُلم أصوله والتزاماته إلى وكلاء التاج الذين أصبحوا مسؤولين عن وظائفه المتبقية.
مع الاستقلال، اختارت المستعمرات البريطانية السابقة سياسات نقدية وطنية نشطة لا تتوافق مع ضوابط مجلس العملة، على عكس معظم دول أفريقيا الناطقة بالفرنسية التي أبقت الفرنك الأفريقي ضمن اتحاد نقدي فوق وطني متمركز في باريس. وصرح كوملا أغبيلي غبيديما، أول وزير مالية في غانا: "مجلس العملة هو السمة المالية المميزة للاستعمار. وهو أيضًا كيان ميت، آلة آلية لا تملك إرادة خاصة بها". : 201 